# Minnie Miñoso
Pour les articles homonymes, voir Miñoso.
Saturnino Orestes Armas Miñoso Arrieta dit Minnie Miñoso (né le 29 novembre 1925 à La Havane, Cuba, et mort le 1er mars 2015 à Chicago, Illinois, États-Unis) est un joueur cubain de baseball qui a évolué dans les Ligues majeures de baseball entre 1949 et 1980. 
Sept fois sélectionné au match des étoiles (1951, 1952, 1953, 1954, 1957, 1959, 1960), trois fois vainqueur d'un gant doré (1957, 1959, 1960), il revient en Ligue majeure en 1976 puis en 1980, devenant ainsi le deuxième joueur le plus âgé, après Satchel Paige, à disputer un match dans le baseball majeur. Son numéro 9 a été retiré par les White Sox de Chicago.